# 鹿児島県第3区 (中選挙区)
鹿児島県第3区（かごしまけんだい3く）は、かつて存在した衆議院の選挙区。1947年の第23回衆議院議員総選挙から設置された。廃止時の定数は2。1986年の公職選挙法改正に伴い定数は3から1つ削減された。 1994年の公職選挙法改正によって廃止され、旧鹿児島3区地域は現在の衆議院小選挙区で鹿児島県第4区の一部にあたる。

## 概要

### 地勢
鹿児島県東部、概ね旧大隅国に属する地域の選挙区である。大隅半島に加え、南方の種子島・屋久島が含まれる。当初は1926年の第16回総選挙から1942年の第23回総選挙まで使用された区割りに基づいて奄美群島（大島支庁）も含まれる事になっていたが、1947年の中選挙区制復活に伴う選挙区設定時に同地域はアメリカ軍の軍政下にあり、1953年の返還後には奄美群島選挙区として独立した定数1の選挙区（小選挙区）とされた。人口流出による有権者の減少が進み、1986年の公職選挙法改正によって定数が1人削減されたため、全国で4選挙区生まれた「2人区」の一つとなった。

### 結果
畜産（肉牛飼育）・葉タバコ栽培などの農業が地域産業の中心で、志布志町（現在の志布志市）での港湾整備を除くと大規模な商工業施設の建設が他地域と比較して少なかったため、農村での支持が厚い自由民主党が他党を圧倒する強力な地盤を築いた。特に山中貞則と二階堂進の2人は強力で、山中は17回、二階堂は16回の当選を重ね、共に自民党内で大きな影響力を持った。これに橋口隆を加え、自民党は第28回に続き、第31回からは6回連続で定数の3議席を独占した。さらに遡ると、保守合同前の4度でも全議席を保守系の候補が占めた。
一方、日本社会党は厳しい戦いが続いた。有馬輝武が左派社会党から出馬した1955年の第27回総選挙で初の革新系議席を奪い、通算で3回当選したが、その次は1983年の第37回総選挙で上西和郎が当選するまで16年間の空白が生まれた。5度目の挑戦で初当選したその上西も定数削減の影響を受け、続く1986年の第38回総選挙では山中と二階堂に敗れた。1990年の第39回総選挙では消費税批判の追い風も受けた有川清次が「消費税の産みの親」とも呼ばれた山中を破って話題となったが、1993年の第40回総選挙で山中に議席を奪回された。
他の野党は更に厚い壁に阻まれた。公明党は候補者擁立自体を一度も行わず、民社党は民主社会党として結党した直後、1960年の第29回総選挙での立候補のみだった。日本共産党は公認候補を立て続けたが全く振るわず、特に第38回総選挙では柴立俊明の得票率が0.92%に終わり、1970年代以降の同党では異例の1%割れまで起こした。

## 区域
※自治体の名称は第40回衆議院議員総選挙時点のものである。
- 鹿屋市
- 西之表市
- 垂水市
- 肝属郡
- 曽於郡
- 熊毛郡

1986年（昭和61年）の公職選挙法改正により定数2となる。
1950年（昭和25年）公職選挙法施行当時の区域は以下のとおりである（定数3）。
- 鹿屋市
- 肝属郡
- 曽於郡
- 熊毛郡
- 大島支庁管内（十島村のうち黒島、竹島及び硫黄島は1951年（昭和26年）の公職選挙法改正[6]、十島村の残部は1952年（昭和27年）の公職選挙法改正により鹿児島郡の一部（鹿児島県第1区）と見なされ[7]、残りの地域は1964年（昭和39年）の公職選挙法改正により、1人を選出する1つの選挙区（奄美群島選挙区）とした[8]。）

## 選出議員
| 選挙名                 | 年     | #1                      | #2                          | #3                      |
| ---------------------- | ------ | ----------------------- | --------------------------- | ----------------------- |
| 第23回衆議院議員総選挙 | 1947年 | 前田郁 （無所属）       | 的場金右衛門 （国民協同党） | 佐藤通吉 （民主党）     |
| 第24回衆議院議員総選挙 | 1949年 | 前田郁 （民主自由党）   | 二階堂進 （民主自由党）     | 岩川与助 （民主自由党） |
| 第25回衆議院議員総選挙 | 1952年 | 永田良吉 （自由党）     | 東郷実 （自由党）           | 岩川与助 （自由党）     |
| 第26回衆議院議員総選挙 | 1953年 | 永田良吉 （自由党）     | 山中貞則 （自由党）         | 岩川与助 （自由党）     |
| 第27回衆議院議員総選挙 | 1955年 | 有馬輝武 （左派社会党） | 山中貞則 （自由党）         | 二階堂進 （自由党）     |
| 第28回衆議院議員総選挙 | 1958年 | 二階堂進 （自由民主党） | 山中貞則 （自由民主党）     | 前田郁 （自由民主党）   |
| 第29回衆議院議員総選挙 | 1960年 | 山中貞則 （自由民主党） | 二階堂進 （自由民主党）     | 有馬輝武 （日本社会党） |
| 第30回衆議院議員総選挙 | 1963年 | 山中貞則 （自由民主党） | 二階堂進 （自由民主党）     | 有馬輝武 （日本社会党） |
| 第31回衆議院議員総選挙 | 1967年 | 山中貞則 （自由民主党） | 橋口隆 （自由民主党）       | 二階堂進 （自由民主党） |
| 第32回衆議院議員総選挙 | 1969年 | 山中貞則 （自由民主党） | 二階堂進 （自由民主党）     | 橋口隆 （自由民主党）   |
| 第33回衆議院議員総選挙 | 1972年 | 二階堂進 （自由民主党） | 山中貞則 （自由民主党）     | 橋口隆 （自由民主党）   |
| 第34回衆議院議員総選挙 | 1976年 | 二階堂進 （自由民主党） | 山中貞則 （自由民主党）     | 橋口隆 （自由民主党）   |
| 第35回衆議院議員総選挙 | 1979年 | 橋口隆 （自由民主党）   | 山中貞則 （自由民主党）     | 二階堂進 （自由民主党） |
| 第36回衆議院議員総選挙 | 1980年 | 二階堂進 （自由民主党） | 山中貞則 （自由民主党）     | 橋口隆 （自由民主党）   |
| 第37回衆議院議員総選挙 | 1983年 | 二階堂進 （自由民主党） | 山中貞則 （自由民主党）     | 上西和郎 （日本社会党） |
| 第38回衆議院議員総選挙 | 1986年 | 山中貞則 （自由民主党） | 二階堂進 （自由民主党）     |                         |
| 第39回衆議院議員総選挙 | 1990年 | 二階堂進 （自由民主党） | 有川清次 （日本社会党）     |                         |
| 第40回衆議院議員総選挙 | 1993年 | 山中貞則 （自由民主党） | 二階堂進 （自由民主党）     |                         |

## 選挙結果
時の内閣：宮澤改造内閣 解散日：1993年（平成5年）6月18日 投票日：1993年（平成5年）7月18日
当日有権者数：256,568人 最終投票率：80.12%（前回比：3.51ポイント）
| 当落 | 氏名     | 年齢 | 所属党派   | 新旧 | 得票     | 得票率 | 推薦・支持 |
| ---- | -------- | ---- | ---------- | ---- | -------- | ------ | ---------- |
| 当   | 山中貞則 | 72   | 自由民主党 | 元   | 89,515票 | 43.84% |            |
| 当   | 二階堂進 | 83   | 自由民主党 | 前   | 53,457票 | 26.18% |            |
|      | 有川清次 | 63   | 日本社会党 | 前   | 39,725票 | 19.46% |            |
|      | 加藤憲一 | 43   | 日本新党   | 新   | 16,713票 | 8.19%  |            |
|      | 柴立俊明 | 44   | 日本共産党 | 新   | 2,598票  | 1.27%  |            |
|      | 岩元力   | 49   | 無所属     | 新   | 2,167票  | 1.06%  |            |

時の内閣：第1次海部内閣 解散日：1990年（平成2年）1月24日 投票日：1990年（平成2年）2月18日
当日有権者数：257,962人 最終投票率：83.63%（前回比：1.93ポイント）
| 当落 | 氏名     | 年齢 | 所属党派   | 新旧 | 得票     | 得票率 | 推薦・支持 |
| ---- | -------- | ---- | ---------- | ---- | -------- | ------ | ---------- |
| 当   | 二階堂進 | 80   | 自由民主党 | 前   | 86,751票 | 40.46% |            |
| 当   | 有川清次 | 60   | 日本社会党 | 新   | 62,488票 | 29.14% |            |
|      | 山中貞則 | 68   | 自由民主党 | 前   | 62,460票 | 29.13% |            |
|      | 柴立俊明 | 40   | 日本共産党 | 新   | 2,719票  | 1.27%  |            |

時の内閣：第2次中曽根内閣第2次改造内閣 解散日：1986年（昭和61年）6月2日 投票日：1986年（昭和61年）7月6日
当日有権者数：257,159人 最終投票率：85.56%（前回比：0.53ポイント）
| 当落 | 氏名     | 年齢 | 所属党派   | 新旧 | 得票     | 得票率 | 推薦・支持 |
| ---- | -------- | ---- | ---------- | ---- | -------- | ------ | ---------- |
| 当   | 山中貞則 | 64   | 自由民主党 | 前   | 87,672票 | 40.42% |            |
| 当   | 二階堂進 | 76   | 自由民主党 | 前   | 76,898票 | 35.46% |            |
|      | 上西和郎 | 54   | 日本社会党 | 前   | 50,304票 | 23.19% |            |
|      | 柴立俊明 | 37   | 日本共産党 | 新   | 2,006票  | 0.92%  |            |

時の内閣：第1次中曽根内閣 解散日：1983年（昭和58年）11月28日 投票日：1983年（昭和58年）12月18日
当日有権者数：259,172人 最終投票率：85.03%（前回比：0.36ポイント）
| 当落 | 氏名     | 年齢 | 所属党派   | 新旧 | 得票     | 得票率 | 推薦・支持 |
| ---- | -------- | ---- | ---------- | ---- | -------- | ------ | ---------- |
| 当   | 二階堂進 | 74   | 自由民主党 | 前   | 62,158票 | 28.36% |            |
| 当   | 山中貞則 | 62   | 自由民主党 | 前   | 58,474票 | 26.68% |            |
| 当   | 上西和郎 | 52   | 日本社会党 | 新   | 50,362票 | 22.98% |            |
|      | 橋口隆   | 70   | 自由民主党 | 前   | 44,632票 | 20.36% |            |
|      | 命苫孝英 | 48   | 無所属     | 新   | 1,913票  | 0.87%  |            |
|      | 杉野武彦 | 58   | 日本共産党 | 新   | 1,626票  | 0.74%  |            |

時の内閣：第2次大平内閣 解散日：1980年（昭和55年）5月19日 投票日：1980年（昭和55年）6月22日
当日有権者数：255,717人 最終投票率：85.39%（前回比：1.71ポイント）
| 当落 | 氏名     | 年齢 | 所属党派   | 新旧 | 得票     | 得票率 | 推薦・支持 |
| ---- | -------- | ---- | ---------- | ---- | -------- | ------ | ---------- |
| 当   | 二階堂進 | 70   | 自由民主党 | 前   | 64,428票 | 30.00% |            |
| 当   | 山中貞則 | 58   | 自由民主党 | 前   | 58,352票 | 27.17% |            |
| 当   | 橋口隆   | 66   | 自由民主党 | 前   | 45,323票 | 21.10% |            |
|      | 上西和郎 | 48   | 日本社会党 | 新   | 44,388票 | 20.67% |            |
|      | 宮地利雄 | 30   | 日本共産党 | 新   | 2,282票  | 1.06%  |            |

時の内閣：第1次大平内閣 解散日：1979年（昭和54年）9月7日 投票日：1979年（昭和54年）10月7日
当日有権者数：254,608人 最終投票率：83.68%（前回比：0.76ポイント）
| 当落 | 氏名     | 年齢 | 所属党派   | 新旧 | 得票     | 得票率 | 推薦・支持 |
| ---- | -------- | ---- | ---------- | ---- | -------- | ------ | ---------- |
| 当   | 橋口隆   | 66   | 自由民主党 | 前   | 62,468票 | 29.53% |            |
| 当   | 山中貞則 | 58   | 自由民主党 | 前   | 52,313票 | 24.73% |            |
| 当   | 二階堂進 | 69   | 自由民主党 | 前   | 48,837票 | 23.08% |            |
|      | 上西和郎 | 47   | 日本社会党 | 新   | 44,972票 | 21.26% |            |
|      | 真戸原勲 | 54   | 日本共産党 | 新   | 2,975票  | 1.41%  |            |

時の内閣：三木内閣 任期満了日：1976年（昭和51年）12月9日 投票日：1976年（昭和51年）12月5日
当日有権者数：249,266人 最終投票率：84.44%（前回比：1.73ポイント）
| 当落 | 氏名     | 年齢 | 所属党派   | 新旧 | 得票     | 得票率 | 推薦・支持 |
| ---- | -------- | ---- | ---------- | ---- | -------- | ------ | ---------- |
| 当   | 二階堂進 | 67   | 自由民主党 | 現   | 59,444票 | 28.49% |            |
| 当   | 山中貞則 | 55   | 自由民主党 | 現   | 56,502票 | 27.08% |            |
| 当   | 橋口隆   | 63   | 自由民主党 | 現   | 45,695票 | 21.90% |            |
|      | 上西和郎 | 45   | 日本社会党 | 新   | 43,245票 | 20.73% |            |
|      | 真戸原勲 | 52   | 日本共産党 | 新   | 3,753票  | 1.80%  |            |

時の内閣：第1次田中角栄内閣 解散日：1972年（昭和47年）11月13日 投票日：1972年（昭和47年）12月10日
当日有権者数：245,010人 最終投票率：82.71%（前回比：4.50ポイント）
| 当落 | 氏名     | 年齢 | 所属党派   | 新旧 | 得票     | 得票率 | 推薦・支持 |
| ---- | -------- | ---- | ---------- | ---- | -------- | ------ | ---------- |
| 当   | 二階堂進 | 63   | 自由民主党 | 前   | 61,085票 | 30.35% |            |
| 当   | 山中貞則 | 51   | 自由民主党 | 前   | 49,911票 | 24.80% |            |
| 当   | 橋口隆   | 59   | 自由民主党 | 前   | 47,971票 | 23.84% |            |
|      | 上西和郎 | 41   | 日本社会党 | 新   | 38,773票 | 19.27% |            |
|      | 真戸原勲 | 48   | 日本共産党 | 新   | 3,511票  | 1.74%  |            |

時の内閣：第2次佐藤内閣 解散日：1969年（昭和44年）12月2日 投票日：1969年（昭和44年）12月27日
当日有権者数：249,297人 最終投票率：78.21%（前回比：6.26ポイント）
| 当落 | 氏名     | 年齢 | 所属党派   | 新旧 | 得票     | 得票率 | 推薦・支持 |
| ---- | -------- | ---- | ---------- | ---- | -------- | ------ | ---------- |
| 当   | 山中貞則 | 48   | 自由民主党 | 前   | 59,880票 | 31.03% |            |
| 当   | 二階堂進 | 60   | 自由民主党 | 前   | 57,733票 | 29.92% |            |
| 当   | 橋口隆   | 56   | 自由民主党 | 前   | 48,674票 | 25.23% |            |
|      | 有馬輝武 | 49   | 日本社会党 | 元   | 23,461票 | 12.16% |            |
|      | 真戸原勲 | 45   | 日本共産党 | 新   | 3,201票  | 1.66%  |            |

時の内閣：第1次佐藤内閣 解散日：1966年（昭和41年）12月27日 投票日：1967年（昭和42年）1月29日
当日有権者数：248,386人 最終投票率：84.47%（前回比：5.19ポイント）
| 当落 | 氏名     | 年齢 | 所属党派   | 新旧 | 得票     | 得票率 | 推薦・支持 |
| ---- | -------- | ---- | ---------- | ---- | -------- | ------ | ---------- |
| 当   | 山中貞則 | 45   | 自由民主党 | 前   | 58,241票 | 28.12% |            |
| 当   | 橋口隆   | 53   | 自由民主党 | 新   | 53,041票 | 25.61% |            |
| 当   | 二階堂進 | 57   | 自由民主党 | 前   | 51,563票 | 24.89% |            |
|      | 有馬輝武 | 46   | 日本社会党 | 前   | 42,216票 | 20.38% |            |
|      | 真戸原勲 | 42   | 日本共産党 | 新   | 2,080票  | 1.00%  |            |

第30回衆議院議員総選挙　（1963年（昭和38年）11月21日執行）

当日有権者数：257,468人 　投票率：79.28%（前回比：）
| 当落 | 候補者名 | 年齢 | 所属党派   | 新旧別 | 得票数   | 得票率 |
| ---- | -------- | ---- | ---------- | ------ | -------- | ------ |
| 当   | 山中貞則 | 42   | 自由民主党 | 前     | 59,284票 | 29.4%  |
| 当   | 二階堂進 | 54   | 自由民主党 | 前     | 56,054票 | 27.8%  |
| 当   | 有馬輝武 | 43   | 日本社会党 | 前     | 43,035票 | 21.4%  |
|      | 橋口隆   | 50   | 自由民主党 | 新     | 41,158票 | 20.4%  |
|      | 久米正治 | 41   | 日本共産党 | 新     | 1,835票  | 0.9%   |

第29回衆議院議員総選挙　（1960年（昭和35年）11月20日執行）

当日有権者数：260,211人 　投票率：77.99%（前回比：）
| 当落 | 候補者名 | 年齢 | 所属党派   | 新旧別 | 得票数   | 得票率 |
| ---- | -------- | ---- | ---------- | ------ | -------- | ------ |
| 当   | 山中貞則 | 39   | 自由民主党 | 前     | 53,088票 | 26.6%  |
| 当   | 二階堂進 | 51   | 自由民主党 | 前     | 47,777票 | 24.0%  |
| 当   | 有馬輝武 | 40   | 日本社会党 | 元     | 44,977票 | 22.6%  |
|      | 前田郁   | 71   | 自由民主党 | 前     | 44,875票 | 22.5%  |
|      | 野村善蔵 | 58   | 民主社会党 | 新     | 7,218票  | 3.6%   |
|      | 久米正治 | 38   | 日本共産党 | 新     | 1,285票  | 0.6%   |

第28回衆議院議員総選挙　（1958年（昭和33年）5月22日執行）

当日有権者数：258,680人 　投票率：79.63%（前回比：）
| 当落 | 候補者名 | 年齢 | 所属党派   | 新旧別 | 得票数   | 得票率 |
| ---- | -------- | ---- | ---------- | ------ | -------- | ------ |
| 当   | 二階堂進 | 48   | 自由民主党 | 前     | 52,589票 | 25.7%  |
| 当   | 山中貞則 | 36   | 自由民主党 | 前     | 52,035票 | 25.5%  |
| 当   | 前田郁   | 69   | 自由民主党 | 元     | 40,999票 | 20.1%  |
|      | 有馬輝武 | 37   | 日本社会党 | 前     | 37,622票 | 18.4%  |
|      | 田平藤一 | 47   | 無所属     | 新     | 14,326票 | 7.0%   |
|      | 宮司正憲 | 49   | 無所属     | 新     | 4,452票  | 2.2%   |
|      | 西太一郎 | 34   | 日本共産党 | 新     | 2,177票  | 1.1%   |

第27回衆議院議員総選挙　（1955年（昭和30年）2月27日執行）

当日有権者数：248,368人 　投票率：82.21%（前回比：）
| 当落 | 候補者名 | 年齢 | 所属党派   | 新旧別 | 得票数   | 得票率 |
| ---- | -------- | ---- | ---------- | ------ | -------- | ------ |
| 当   | 有馬輝武 | 34   | 左派社会党 | 新     | 31,977票 | 15.8%  |
| 当   | 山中貞則 | 33   | 自由党     | 前     | 30,383票 | 15.0%  |
| 当   | 二階堂進 | 45   | 自由党     | 元     | 24,748票 | 12.2%  |
|      | 前田郁   | 65   | 日本民主党 | 元     | 24,372票 | 12.0%  |
|      | 岩川与助 | 69   | 自由党     | 前     | 23,536票 | 11.6%  |
|      | 永田良吉 | 68   | 自由党     | 前     | 22,777票 | 11.2%  |
|      | 佐藤通吉 | 51   | 日本民主党 | 元     | 20,471票 | 10.1%  |
|      | 田平藤一 | 43   | 日本民主党 | 新     | 17,508票 | 8.6%   |
|      | 風早義確 | 52   | 日本民主党 | 新     | 6,540票  | 3.2%   |

第26回衆議院議員総選挙　（1953年（昭和28年）4月19日執行）

当日有権者数：238,172人 　投票率：84.46%（前回比：）
| 当落 | 候補者名 | 年齢 | 所属党派     | 新旧別 | 得票数   | 得票率 |
| ---- | -------- | ---- | ------------ | ------ | -------- | ------ |
| 当   | 永田良吉 | 66   | 自由党       | 前     | 36,460票 | 18.3%  |
| 当   | 山中貞則 | 31   | 自由党       | 新     | 34,078票 | 17.1%  |
| 当   | 岩川与助 | 67   | 自由党       | 前     | 26,057票 | 13.1%  |
|      | 二階堂進 | 43   | 自由党       | 元     | 25,491票 | 12.8%  |
|      | 佐藤通吉 | 39   | 分党派自由党 | 元     | 19,751票 | 9.9%   |
|      | 前田郁   | 64   | 分党派自由党 | 元     | 19,663票 | 9.9%   |
|      | 有馬輝武 | 32   | 左派社会党   | 新     | 16,285票 | 8.2%   |
|      | 池田正義 | 50   | 改進党       | 新     | 7,861票  | 3.9%   |
|      | 小浜繁   | 45   | 改進党       | 新     | 4,933票  | 2.5%   |
|      | 最上宏   | 69   | 分党派自由党 | 新     | 4,628票  | 2.3%   |
|      | 市木清逸 | 49   | 右派社会党   | 新     | 2,106票  | 1.0%   |
|      | 廻実     | 25   | 日本共産党   | 新     | 1,929票  | 1.0%   |

第25回衆議院議員総選挙　（1952年（昭和27年）10月1日執行）

当日有権者数：235,670人 　投票率：83.15%（前回比：）
| 当落 | 候補者名 | 年齢 | 所属党派   | 新旧別 | 得票数   | 得票率 |
| ---- | -------- | ---- | ---------- | ------ | -------- | ------ |
| 当   | 永田良吉 | 66   | 自由党     | 元     | 43,108票 | 22.4%  |
| 当   | 東郷実   | 70   | 自由党     | 元     | 34,918票 | 18.1%  |
| 当   | 岩川与助 | 66   | 自由党     | 前     | 32,571票 | 16.9%  |
|      | 前田郁   | 63   | 自由党     | 前     | 24,625票 | 12.8%  |
|      | 二階堂進 | 42   | 自由党     | 前     | 19,477票 | 10.1%  |
|      | 佐藤通吉 | 49   | 無所属     | 元     | 17,040票 | 8.8%   |
|      | 池田正義 | 49   | 改進党     | 新     | 10,176票 | 5.3%   |
|      | 小浜繁   | 44   | 改進党     | 新     | 7,176票  | 3.7%   |
|      | 廻実     | 25   | 日本共産党 | 新     | 3,394票  | 1.8%   |

第24回衆議院議員総選挙　（1949年（昭和24年）1月23日執行）

当日有権者数：218,367人 　投票率：76.04%（前回比：）
| 当落 | 候補者名     | 年齢 | 所属党派   | 新旧別 | 得票数   | 得票率 |
| ---- | ------------ | ---- | ---------- | ------ | -------- | ------ |
| 当   | 前田郁       | 59   | 民主自由党 | 前     | 34,383票 | 21.3%  |
| 当   | 二階堂進     | 39   | 民主自由党 | 元     | 33,872票 | 20.9%  |
| 当   | 岩川与助     | 62   | 民主自由党 | 元     | 32,850票 | 20.3%  |
|      | 的場金右衛門 | 56   | 民主自由党 | 前     | 21,757票 | 13.5%  |
|      | 佐藤通吉     | 45   | 民主自由党 | 前     | 19,038票 | 11.8%  |
|      | 赤路友蔵     | 44   | 日本社会党 | 新     | 14,804票 | 9.1%   |
|      | 田原瑞穂     | 31   | 日本共産党 | 新     | 3,456票  | 2.1%   |
|      | 藤宮彦       | 43   | 社会革新党 | 新     | 1,463票  | 0.9%   |

- 赤路は1952年の第25回衆院総選挙で鹿児島県第1区から社会党公認で出馬し当選。

第23回衆議院議員総選挙　（1947年（昭和22年）4月25日執行）

当日有権者数：218,222人 　投票率：72.26%（前回比：）
| 当落 | 候補者名     | 年齢 | 所属党派   | 新旧別 | 得票数   | 得票率 |
| ---- | ------------ | ---- | ---------- | ------ | -------- | ------ |
| 当   | 前田郁       | 58   | 無所属     | 新     | 33,370票 | 21.6%  |
| 当   | 的場金右衛門 | 55   | 国民協同党 | 前     | 28,355票 | 18.4%  |
| 当   | 佐藤通吉     | 44   | 民主党     | 新     | 23,067票 | 14.9%  |
|      | 二階堂進     | 37   | 国民協同党 | 前     | 17,666票 | 11.4%  |
|      | 太田豊       | 49   | 民主党     | 新     | 14,353票 | 9.3%   |
|      | 赤路友蔵     | 43   | 日本社会党 | 新     | 12,705票 | 8.2%   |
|      | 西田当元     | 41   | 日本自由党 | 新     | 9,508票  | 6.2%   |
|      | 良島正治     | 54   | 民主党     | 新     | 6,824票  | 4.4%   |
|      | 松元孝内     | 55   | 民主党     | 新     | 2,899票  | 1.9%   |
|      | 新田秀一郎   | 29   | 日本民僕会 | 新     | 2,563票  | 1.7%   |
|      | 藤宮彦       | 42   | 無所属     | 新     | 2,272票  | 1.5%   |
|      | 永吉勇       | 41   | 日本共産党 | 新     | 677票    | 0.4%   |

## 備考
1. ↑  1992年には同選挙区が鹿児島1区に編入されたため、鹿児島3区の選挙が同地域で行われる事はなかった。
2. ↑  うち1回は1946年に大選挙区制で行われた第22回総選挙で鹿児島全県区から当選。
3. ↑  うち、第24回は民主自由党、第25回は自由党、第26回は自由党（吉田茂派）の独占。第25回は自由党候補が5人、第26回は吉田派4人に加え、同党鳩山派3人、改進党2人で計9人の候補が競う超乱立でも保守勢力が議席を独占した。
4. ↑  “衆議院トップページ  >立法情報  >制定法律情報  >第104回国会　制定法律の一覧  >法律第六十七号（昭六一・五・二三）”.  衆議院 (1986年5月23日). 2022年1月23日閲覧。
5. ↑  “衆議院トップページ  >立法情報  >制定法律情報  >第007回国会　制定法律の一覧  >公職選挙法 法律第百号（昭二五・四・一五）”.  衆議院 (1950年4月15日). 2022年1月23日閲覧。地名は1950年（昭和25年）当時のものである。
6. ↑  “衆議院トップページ  >立法情報  >制定法律情報  >第010回国会　制定法律の一覧  >法律第二十五号（昭二六・三・一九） 公職選挙法の一部を改正する法律”.  衆議院 (1951年3月19日). 2022年1月23日閲覧。
7. ↑  この但し書きは、1975年（昭和50年）の公職選挙法改正により削除。“衆議院トップページ  >立法情報  >制定法律情報  >第075回国会　制定法律の一覧  >法律第六十三号（昭五〇・七・一五）”.  衆議院 (1975年7月15日). 2022年1月23日閲覧。
8. ↑  “衆議院トップページ  >立法情報  >制定法律情報  >第046回国会　制定法律の一覧  >公職選挙法の一部を改正する法律 法律第百三十二号（昭三九・七・二）”.  衆議院 (1964年7月2日). 2022年1月23日閲覧。